# Lijst van burgemeesters van 's-Gravesloot
Dit is een lijst van burgemeesters van de voormalige Nederlandse gemeente 's-Gravesloot tot die gemeente in 1857 opging in de gemeente Kamerik.
| Ambtsperiode | Naam burgemeester      | Partij of stroming | Bijzonderheden |
| ------------ | ---------------------- | ------------------ | --- |
| 1818 - 1826  | Jacobus Bredius        |                    | schout/burgemeester, tevens schout/burgemeester van Kamerik-Mijzijde en Kamerik-Houtdijken |
| 1826 - 1852  | Cornelis Jan Bredius   |                    | tevens burgemeester van Waarder, Barwoutswaarder en Rietveld (alle drie 1825-1855), Kamerik-Mijzijde (1826-1852), Kamerik-Houtdijken (1826-1852) en Zegveld (1850-1852), later burgemeester van Woerden, zoon van voorganger Jacobus Bredius |
| 1852 - 1857  | Arnoldus (A.) van Loon |                    | tevens burgemeester van Kamerik-Mijzijde (1852-1857), Kamerik-Houtdijken (1852-1857) en Zegveld (1852-1883), later burgemeester van Kamerik                                                                                                  |